# Ignacy Bartoszewicz
Ignacy Bartoszewicz herbu Jastrzębiec – porucznik Gwardii Pieszej Koronnej w 1788 roku.